# Cimetière américain du Saillant de Saint-Mihiel
Pour un article plus général, voir Sites funéraires et mémoriels de la Première Guerre mondiale (Front Ouest).
Le cimetière américain du Saillant de Saint-Mihiel (World War I St. Mihiel American Cemetery and Memorial) est un cimetière militaire américain de la Première Guerre mondiale situé sur le territoire de la commune de Thiaucourt-Regniéville, dans le département de Meurthe-et-Moselle.

## Caractéristiques
Les corps de 4 158 soldats américains y sont inhumés.
Sur les deux murs du mémorial sont gravés les noms de 284 soldats américains dont le corps n'a jamais été retrouvé.
Le cimetière américain a fait l'objet d'une inscription sur l'inventaire supplémentaire des monuments historiques par arrêté du 28 décembre 2017,.